# Linnea Hörlén
Elsa Linnea Hörlén, född 19 mars 1920 i Höreda församling i Jönköpings län, död 20 juli 2020 i Eksjö, var en svensk adjunkt och politiker (folkpartist).
Linnea Hörlén föddes i byn Ingarp utanför Eksjö. Hon var femte barnet i en syskonskara på åtta. Fadern var folkskollärare i byn. Hörlén tog studenten på läroverket i Eksjö och genomgick sedan utbildning vid högre lärarinneseminariet och var därefter adjunkt i Ystad 1942–1947 och i Jönköping 1947–1982. Åren 1957–1981 var hon ledamot i Svenska missionsförbundets styrelse.
Hon var riksdagsledamot för Jönköpings läns valkrets 1971–1982, riksdagsersättare i kortare perioder 1982 och 1983 och därefter åter ledamot 1984–1985. I riksdagen var hon bland annat ledamot i utbildningsutskottet 1974–1981 och utrikesutskottet 1981–1982. Hon var även vice gruppledare i Folkpartiets riksdagsgrupp 1977–1982. År 1974 valdes hon till ordförande för Riksdagens kristna grupp.
I ett kapitel i boken "En historia berättas" skriver Hörlén om sitt engagemang i Svenska Missionsförbundets kvinnokommitté. Hörlén är begravd på Höreda kyrkogård.